# Chiesa del Santissimo Redentore a Val Melaina
La chiesa del Santissimo Redentore a Val Melaina è un luogo di culto cattolico di Roma, sede dell'omonima parrocchia, nel quartiere Monte Sacro, in via del Gran Paradiso.

## Storia
Essa fu costruita negli anni settanta del XX secolo su progetto degli architetti Ennio Canino e Viviana Rizzi, ed inaugurata il 6 marzo 1977.
La chiesa è sede parrocchiale, istituita dal cardinale vicario Francesco Marchetti Selvaggiani il 1º febbraio 1937 con il decreto Redemptoris mundi, affidata dal 1950 ai padri Scalabriniani. Dal 1994 è sede del titolo cardinalizio del Santissimo Redentore a Val Melaina. Primo Cardinale con tale titolo fu Ersilio Tonini.
La chiesa fu visitata da papa Giovanni Paolo II il 5 dicembre 1982.

## Descrizione
La facciata è nettamente distinta in tre corpi: i due laterali sono molto avanzati e più bassi rispetto a quello centrale, scandito verticalmente da paraste in cemento armato e dall'alternanza di due diverse gradazioni di grigio. Un'ampia tettoia in cemento copre il portale d'ingresso.
Nell'interno si evidenziano, in particolare, le due cappelle laterali poste ai lati dell'ingresso, una dedicata all'adorazione del Santissimo Sacramento e l'altra alla riconciliazione o confessione. Un Crocifisso domina l'altare maggiore ed una Via Crucis decora le pareti laterali.